# Sandra Annenberg
Sandra Annenberg Paglia (São Paulo, le 5 juin 1966) est une journaliste brésilienne. Actrice de television aux années '80, depuis 1998 elle est la présentatrice du journal télévisé Jornal Hoje, de Rede Globo,.
Elle a reçu le prix de la presse féminine du Brésil en 2008, 2009, 2014 et 2016.

## Carrière
- São Paulo Já (1991-1993);
- Fantástico (1993-1996);
- SP1 (1996-1997 et 2001-2003);
- Jornal da Globo (1997-1998);
- Jornal Nacional (Éventuel: 1996-2000 et 2013-2019);
- Jornal Hoje (1998-1999 et 2003-2019);
- Como Será? (2014-2019);
- Globo Reporter (depuis 2020).